# 야쓰시로역
야쓰시로역, 또는 야츠시로역(일본어: 八代駅)은 일본 구마모토현 야쓰시로시에 있는 큐슈여객철도·일본화물철도·히사쓰 오렌지 철도의 역이다. 구마모토 현 남부에 위치한 야쓰시로 시의 대표역이며, JR큐슈의 카고시마 본선과 히사츠선, 히사쓰 오렌지 철도의 히사쓰 오렌지 철도선의 합계 3개 노선이 상호 운행되고 있다. 섬식 · 단선 · 결식 승강장 1선이 추가된 복합 구조의 철도 역사이다.

## 타는 곳
| 0     | ■ 히사쓰 오렌지 철도선 | (하행) | 미나마타 방면                                  |
| 1     | ■ 가고시마 본선        |        | 신야쓰시로/신야츠시로 · 구마모토/쿠마모토 방면 |
| 1     | ■ 히사쓰 오렌지 철도선 | (하행) | 미나마타 방면                                  |
| 1     | ■ 히사쓰 오렌지 철도선 | (상행) | JR 직통선, 신야쓰시로 · 구마모토 방면          |
| 2 · 3 | ■ 가고시마 본선        |        | 신야쓰시로 · 구마모토 방면                     |
| 2 · 3 | ■ 히사쓰 선            |        | 히토요시 방면                                  |

## 이용 현황

### 규슈 여객철도
| 연도     | 하루 평균 승차 인원 | 하루 평균 하차 인원 | 연도     | 하루 평균 승차 인원 | 하루 평균 하차 인원 |
| 2000년도 | 3,686               | 7,315               | 2005년도 | 2,672               | 5,842               |
| 2001년도 | 3,632               | 7,218               | 2006년도 | 2,583               | 5,160               |
| 2002년도 | 3,572               | 7,091               | 2007년도 | 2,534               | 5,065               |
| 2003년도 | 3,522               | 6,997               | 2008년도 | 2,495               | 4,963               |
| 2004년도 | 2,847               | 5,693               | 2009년도 | 2,430               | 4,861               |
| -------- | ------------------- | ------------------- | -------- | ------------------- | ------------------- |

### 히사쓰 오렌지 철도
| 연도     | 하루 평균 승차 인원 | 하루 평균 하차 인원 | 연도     | 하루 평균 승차 인원 | 하루 평균 하차 인원 |
| 2003년도 | 774                 | 1,547               | 2007년도 | 399                 | 768                 |
| 2004년도 | 451                 | 861                 | 2008년도 | 380                 | 737                 |
| 2005년도 | 404                 | 788                 | 2009년도 | 373                 | 725                 |
| 2006년도 | 393                 | 772                 |          |                     |                     |
| -------- | ------------------- | ------------------- | -------- | ------------------- | ------------------- |

### 화물
| 연도     | 발송 화물 | 도착 화물 |
| 2004년도 | 117,839t  | 38,628t   |
| 2005년도 | 106,406t  | 34,578t   |
| -------- | --------- | --------- |

## 화물역
일본화물철도의 역은, 여객역의 북쪽에 있다. 취급량의 약 80%가 역 근처에 있는 닛폰 제지 야쓰시로 공장에 관계된 제품으로 되어 있다.
1면의 컨테이너 승강장과 2선의 컨테이너 하역선이 있다. 승강장의 북쪽에 접하는 하역선은 측선이지만, 남쪽에 접하는 하역선은 발착선 하역 방식(E&S 방식)을 채용하는 발착하역선이다. 또한, 역 구내에는 영업 창구의 JR 화물 야쓰시로 영업소도 설치되어 있다.
화물열차는, 하루 1회 왕복만 구마모토역 방면과의 사이에 고속 화물열차가 설정되어 있다.

### 취급하는 화물
- 컨테이너 화물 : 12 ft 컨테이너 만을 취급한다.
- 산업폐기물의 취급허가를 받았다.

## 역 주변
- 히고 은행
- 닛폰 제지 야쓰시로 공장
- 국도 제3호선
- 현영 야쓰시로 운동공원 (야구장, 육상경기장)
- 야쓰시로 시청

## 인접 정차역
| 규슈 여객철도 가고시마 본선             | 규슈 여객철도 가고시마 본선       | 규슈 여객철도 가고시마 본선 |
| --------------------------------------- | --------------------------------- | --------------------------- |
| 구마모토 아라오 방면                    | ■ 쾌속 '슈퍼 오렌지'              | 히나구온센 센다이 방면      |
| 신야쓰시로 아라오 방면                  | ■ 쾌속 'SL 히토요시'              | 사카모토 하야토 방면        |
| 신야쓰시로 아라오 방면                  | ■ 쾌속 '구마모토 라이너' · ■ 보통 | 시·종착역                   |
| 히사쓰 선                               |                                   |                             |
| 시·종착역                               | ■ 쾌속 'SL 히토요시'              | 사카모토 하야토 방면        |
| 시·종착역                               | ■ 보통                            | 단 하야토 방면              |
| 히사쓰 오렌지 철도 히사쓰 오렌지 철도선 |                                   |                             |
| 시·종착역                               | 쾌속 '슈퍼 오렌지'                | 히나구온센 센다이 방면      |
| 시·종착역                               | 보통                              | 히고코다 센다이 방면        |